# Santo Antão
Santo Antão (Portugees voor 'Sint-Antonius') is het meest westelijk gelegen en grootste eiland van de geografische regio Ilhas de Barlavento, die een bestuurlijk onderdeel is van Kaapverdië. Het meest nabijgelegen eiland is São Vicente en ligt ten zuidoosten van Santo Antão. Het eiland is tevens het meest westelijk gelegen eiland van Afrika en eveneens het op een na grootste eiland van Kaapverdië.

## Geografie

### Plaatsen op het eiland
Het eiland Santo Antão zelf is voor statistische doeleinden opgedeeld in de volgende plaatsen:
| - Agua dos Velhos - Alto Mira - Boaventura - Boca de Ambas Ribeiras - Boca de Coruja - Boca de João Afonso - Bolona - Cabo da Ribeira - Caibros - Campo de Cão - Casa do Meio - Catano - Chã de Branquinho - Chã de Igreja - Chã de Morte - Chã de Pedras - Cidade das Pombas (rural) - Cidade das Pombas (urbano) - Cidade de Ponta do Sol - Cidade de Ribeira Grande - Cidade do Porto Novo - Cirio - Coculi - Corda Ii | - Corvo - Curral das Vacas - Eito - Faja Domingas Benta - Figueiral - Figueiras - Fontainhas - Garça de Cima - Janela - João Afonso - Joao Bento / Ribeira dos Bodes - Jorge Luis - Lagoa de Catano - Lagoa ii - Lagoa iii - Lajedo - Lombo Branco - Lombo das Lanças - Lombo de Figueira - Lombo Santa - Lugar de Guene - Manuel Lopes - Martiene - Mato Estreito - Monte Joana | - Monte Trigo - Morro Vento - Norte - Pedra de Jorge - Pico da Cruz - Pinhão - Ribeira Alta - Ribeira da Cruz - Ribeira das Pombas - Ribeira Fria - Ribeira Grande (rural) - Ribeira Torta - Ribeirão - Ribeirão Fundo - Ribeirãozinho - Santa Isabel - Sinagoga - Tabuga - Tarrafal de Monte Trigo - Xoxo |

### Landschap
Het eiland bestaat volledig uit vulkanisch materiaal.
De hoogste berg van het eiland is Topo de Coroa, een inactieve vulkaan met een hoogte van 1979 meter. De op een na hoogste berg is de Pico da Cruz, in het noordwesten met een hoogte van 1814 meter. In het zuidwesten ligt nog de Gudo de Cavaleiro, die 1811 meter hoog is.
Sinds 1999 wordt een stijging van de zeewatertemperatuur gemeten in de omgeving van de Ponta do Sol wat volgens vulkanologen duidt op een toenemend risico op nieuwe uitbarstingen in dat gebied.
Het zuidelijke gedeelte van het eiland is zeer droog terwijl het noordelijke gedeelte een relatief normale hoeveelheid neerslag krijgt, in dit gedeelte van het eiland wonen de meeste mensen. Het eiland kan over het algemeen beschouwd worden als het groenste en vruchtbaarste van de eilanden.
De valleien zijn sterk geërodeerd. Veel vulkanen zijn relatief jong en hebben caldera's. De bergen bestaan voornamelijk uit basalt en zijn vaak honderden meters hoog.

## Geschiedenis
Het eiland Santo Antão is ontdekt door Diogo Afonso op 17 januari 1462. Het heeft zijn huidige naam pas rond het jaar 1500 gekregen. Het eiland werd voor het eerst bewoond in 1548 en wordt doorkruist door een bergkam.

## Taal
Naast het Portugees (officiële taal) spreken de meeste mensen Crioulo.

## Vervoer

### Luchtvaart
Santo Antão heeft geen eigen vliegveld. Het oude vliegveld bij Ponta do Sol is gesloten.
Op het nabijgelegen eiland São Vicente, bij de plaats Sào Pedro, ligt de internationale luchthaven Cesária Évora. Deze luchthaven met een veerdienst van São Vicente naar Santo Antão maakt het mogelijk het eiland te bereiken.
Er zijn plannen om een nieuw vliegveld te bouwen.

### Scheepvaart
Vanaf Alto de Peixinho (veerterminal) vertrekken er dagelijks 2 of 3 afvaarten naar het eiland São Vicente. Sinds augustus 2007 zijn er catamarans in de vaart genomen, die de reistijd tussen de eilanden Santo Antão en São Vicente hebben gehalveerd. De haven is volledig vernieuwd en uitgebreid. Dit is voor het eiland een grote stap voorwaarts. Vanaf 2012 kunnen cruiseschepen de haven aandoen.

### Vervoer met de bus
Op het eiland Santo Antão kan gebruik worden gemaakt van zogeheten aluguer-vervoer. Dit wordt uitgevoerd met autobusjes met circa 10 personen. Al het aluguer-vervoer in Porto Novo start en eindigt bij de veerterminal op Alto de Peixinho, Porto Novo.

### Taxi
Alle taxi's in Kaapverdië hebben een bepaalde kleur. Voor het eiland Santo Antão is dit blauw.

## Economie
De visserij is een van de belangrijkste inkomstenbronnen op het eiland. Daarnaast speelt de landbouw een grote rol. Belangrijke landbouwproducten zijn suikerriet, yam, maniok, bananen, mango's, papaya en maïs. Van het suikerriet wordt grogue gemaakt, een soort rum die in heel Kaapverdië populair is.

### Toerisme
In de laatste jaren is het toerisme in opkomst en speelt een steeds grotere rol in de economie van het eiland. Het steile landschap met afwisselend groene en dorre gebieden biedt veel mogelijkheden aan wandelaars, avontuurlijk ingestelde toeristen en ecotoeristen.

## Afbeeldingen

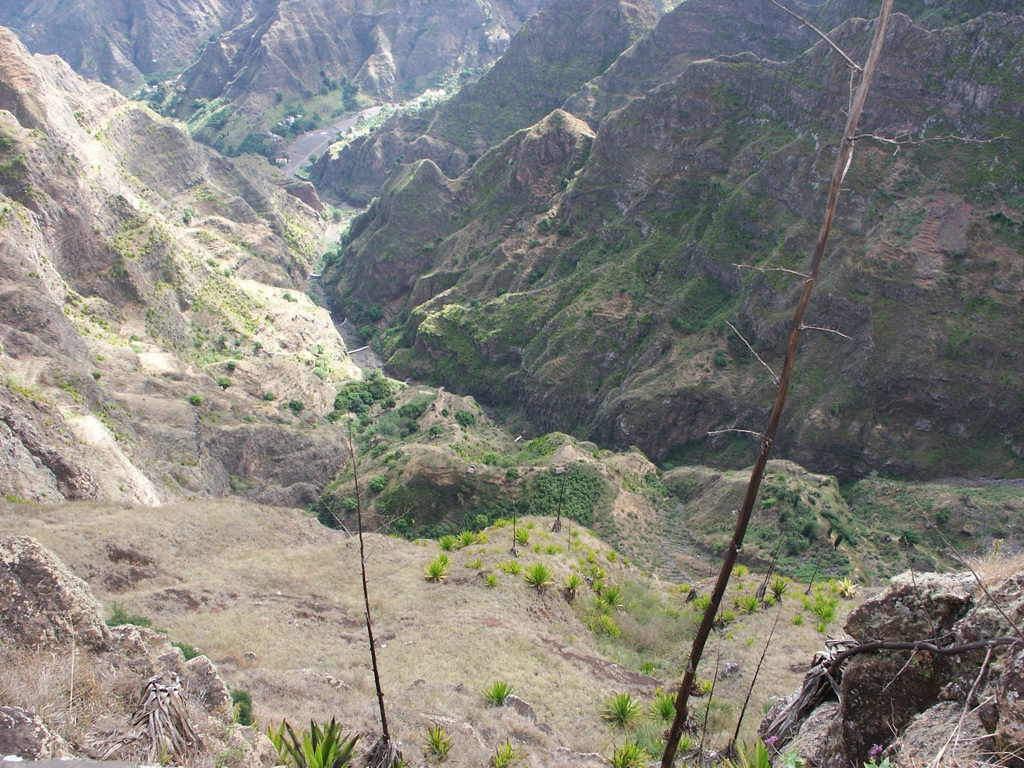
Gebergte op Santo Antão
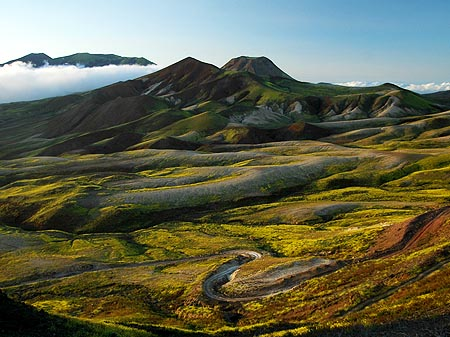
Foto van het westelijke gebergte

Barlavento-archipel: Boa Vista · Branco · Razo · Sal · Santa Luzia · Santo Antão · São Nicolau · São Vicente

Sotavento-archipel: Brava · Fogo · Maio · Santiago